# Facultad de Derecho de la Pontificia Universidad Católica del Perú
La Facultad de Derecho de la Pontifica Universidad Católica del Perú (PUCP) es una de las once facultades que conforman dicha casa de estudios, siendo una de sus dos unidades académicas más antiguas y la escuela de derecho privada más antigua del Perú. Fundada en 1917 como la Facultad de Jurisprudencia, no fue hasta 1919 que se empezó a impartir la enseñanza jurídica. 
Su sede se encuentra en el campus principal de Pando, San Miguel. De acuerdo con el QS World University Ranking del 2020, la Facultad de Derecho PUCP es la sexta mejor escuela de Derecho de América Latina.

## Historia
La historia de la Facultad de Derecho está estrechamente vinculada a la fundación de la Universidad Católica. A finales de 1916, acogiéndose a la Ley de Instrucción, el padre Jorge Dintilhac SS.CC. solicitó al gobierno la apertura de un centro de estudios superiores reconocido bajo el nombre de "Academia Universitaria". Problemas legales originados por la validación de exámenes de los estudiantes, motivó el cambio de denominación a Universidad Católica, la misma que fue oficialmente establecida el 24 de marzo del año siguiente con dos facultades (Letras y Jurisprudencia). 
Las actividades de la Facultad no se iniciaron hasta 1919 y sus primeros alumnos fueron los mismos que inicaron sus estudios en la Facultad de Letras en 1917. La primera sede se estableció en el local del Colegio de la Recoleta en la Plaza Francia, Centro de Lima, y el primer decano elegido fue Carlos Arenas y Loayza. Dificultades económicas y administrativas obligaron al progresivo cierre de cursos y la eliminación de años, siendo que una vez concluidos sus estudios preliminares en Letras y tras el primer año en la Facultad, los alumnos se trasladaban a la Facultad de Derecho de la Universidad de San Marcos a terminar sus estudios. Sin embargo, a partir de 1926 problemas surgidos nuevamente por la validación de exámenes forzaron a abrir todos los años académicos. Desde entonces el número de alumnos creció significativamente y el prestigio de reputada enseñanza de la Facultad se fue labrando. 
En 1936, la Facultad pasó a denominarse Facultad de Derecho y Ciencias Políticas y en 1944 se publica "Derecho", la primera revista. En 1947, la Facultad se trasladó al edificio de la Casona Riva-Agüero (actual Instituto Riva-Agüero), donde permaneció por cerca de treinta años hasta 1974, cuando un terremoto devastó Lima y obligó a la Universidad a mudar todas sus sedes al campus principal del antiguo Fundo Pando. En 1969, fue creado el Departamento Académico de Derecho siendo su primer jefe Roberto Mc Lean.
La sede actual de la Facultad fue construida en 1988 y sigue emplazada en el campus principal. 
| Decano | Nombre                     | Período       |
| ------ | -------------------------- | ------------- |
| 1º     | Carlos Arenas y Loayza     | 1919-1934     |
| 2º     | Raúl Noriega Ayarza        | 1934-1943     |
| 3º     | Víctor Andrés Belaúnde     | 1943-1947     |
| 4º     | Hugo Piaggio Bértora       | 1948-1950     |
| 5º     | Luis Echecopar García      | 1951-1953     |
| 6º     | Ismael Bielich Flores      | 1954-1956     |
| 7º     | Domingo García Rada        | 1957-1959     |
| 8º     | Raul Ferrero Rebagliati    | 1960-1964     |
| 9º     | Jorge Avendaño Valdez      | 1964-1970     |
| 10º    | Felipe Osterling           | 1970-1972     |
| 11º    | Roberto MacLean            | 1972-1974     |
| 12º    | Carlos Rodríguez Pastor    | 1974-1975     |
| 13º    | Fernando de Trazegnies     | 1976-1987     |
| 14º    | Jorge Avendaño Valdez      | 1987-1993     |
| 15º    | Lorenzo Zolezzi Ibárcena   | 1993-1999     |
| 16º    | Armando Zolezzi Möller     | 1999-2005     |
| 18º    | Javier Neves Mujica        | 2005-2008     |
| 17º    | Walter Albán               | 2008-2011     |
| 18º    | César Landa Arroyo         | 2012-2014     |
| 19º    | Alfredo Villavicencio Ríos | 2014-2020     |
| 20º    | Rocío Villanueva Flores    | 2021-presente |